# Coppa dei Campioni 1989-1990 (pallavolo femminile)
La Coppa dei Campioni di pallavolo femminile 1989-1990 è stata la 30ª edizione del massimo torneo pallavolistico europeo per squadre di club; iniziata con la fase ad eliminazione diretta a partire dal 3 novembre 1989, si è conclusa con la final-four di Forlì, in Italia, il 25 febbraio 1990. Alla competizione hanno partecipato 27 squadre e la vittoria finale è andata per la sesta volta, la seconda consecutiva, al Volejbol'nyj klub Uraločka.

## Squadre partecipanti
| - Iōnikos Neas Filadelfeias - Stella Rossa - Dynamo Berlino - BKS - Slávia Bratislava - Dinamo Bucarest - Vasas - Uraločka - CJD Feuerbach | - Holte - Eczacıbaşı - Kilmarnock VC - Knights VC - AEL Limassol - Montana Lucerna - Olympic Luxembourg - Medina Madrid - Hapoël Mateh Asher | - Leixões - RC de France - Olimpia Ravenna - Olympus Sneek - CSKA Sofia - VC Temse - Dinamo Tirana - Uppsala VBS - Post Wien |

## Prima fase

### Squadre qualificate
- Dinamo Bucarest
- Vasas
- Medina Madrid
- Holte
- Montana Lucerna
- RC de France
- Olympus Sneek
- Dinamo Tirana
- Post Wien

## Ottavi di finale

### Squadre qualificate
- Dinamo Bucarest
- Vasas
- Uraločka
- RC de France
- Olimpia Ravenna
- Olympus Sneek
- CSKA Sofia
- Dinamo Tirana

## Quarti di finale

### Squadre qualificate
- Uraločka
- RC de France
- Olimpia Ravenna
- Dinamo Tirana

## Final-four

### Finali 1º e 3º posto
|  | Semifinali      | Semifinali      | Semifinali      |                 |          | Finale 1º/2º posto | Finale 1º/2º posto | Finale 1º/2º posto |  |
|  |                 |                 |                 |                 |          |                    |                    |                    |  |
|  | Olimpia Ravenna | Olimpia Ravenna | 3               |                 |          |                    |                    |                    |  |
|  | Olimpia Ravenna | Olimpia Ravenna | 3               |                 |          |                    |                    |                    |  |
|  | Dinamo Tirana   | Dinamo Tirana   | 0               |                 |          |                    |                    |                    |  |
|  | Dinamo Tirana   | Dinamo Tirana   | 0               |                 | Uraločka | Uraločka           | 3                  |                    |  |
|  |                 |                 |                 |                 | Uraločka | Uraločka           | 3                  |                    |  |
|  |                 |                 | Olimpia Ravenna | Olimpia Ravenna | 1        |                    |                    |                    |  |
|  | Uraločka        | Uraločka        | Olimpia Ravenna | Olimpia Ravenna | 1        | 3                  |                    |                    |  |
|  | Uraločka        | Uraločka        |                 |                 |          | 3                  |                    |                    |  |
|  | RC de France    | RC de France    | 0               |                 |          | Finale 3º/4º posto | Finale 3º/4º posto | Finale 3º/4º posto |  |
|  | RC de France    | RC de France    | 0               |                 |          |                    |                    |                    |  |
|  |                 |                 |                 |                 |          |                    |                    |                    |  |
|  |                 |                 |                 |                 |          | Dinamo Tirana      | Dinamo Tirana      | 3                  |  |
|  |                 |                 |                 |                 |          | Dinamo Tirana      | Dinamo Tirana      | 3                  |  |
|  |                 |                 |                 |                 |          | RC de France       | RC de France       | 1                  |  |